# Loi 5 du beach soccer
La loi 5 du beach soccer fait partie des lois régissant le beach soccer, maintenues par l'International Football Association Board (IFAB). La loi 5 se rapporte aux arbitres de terrain.

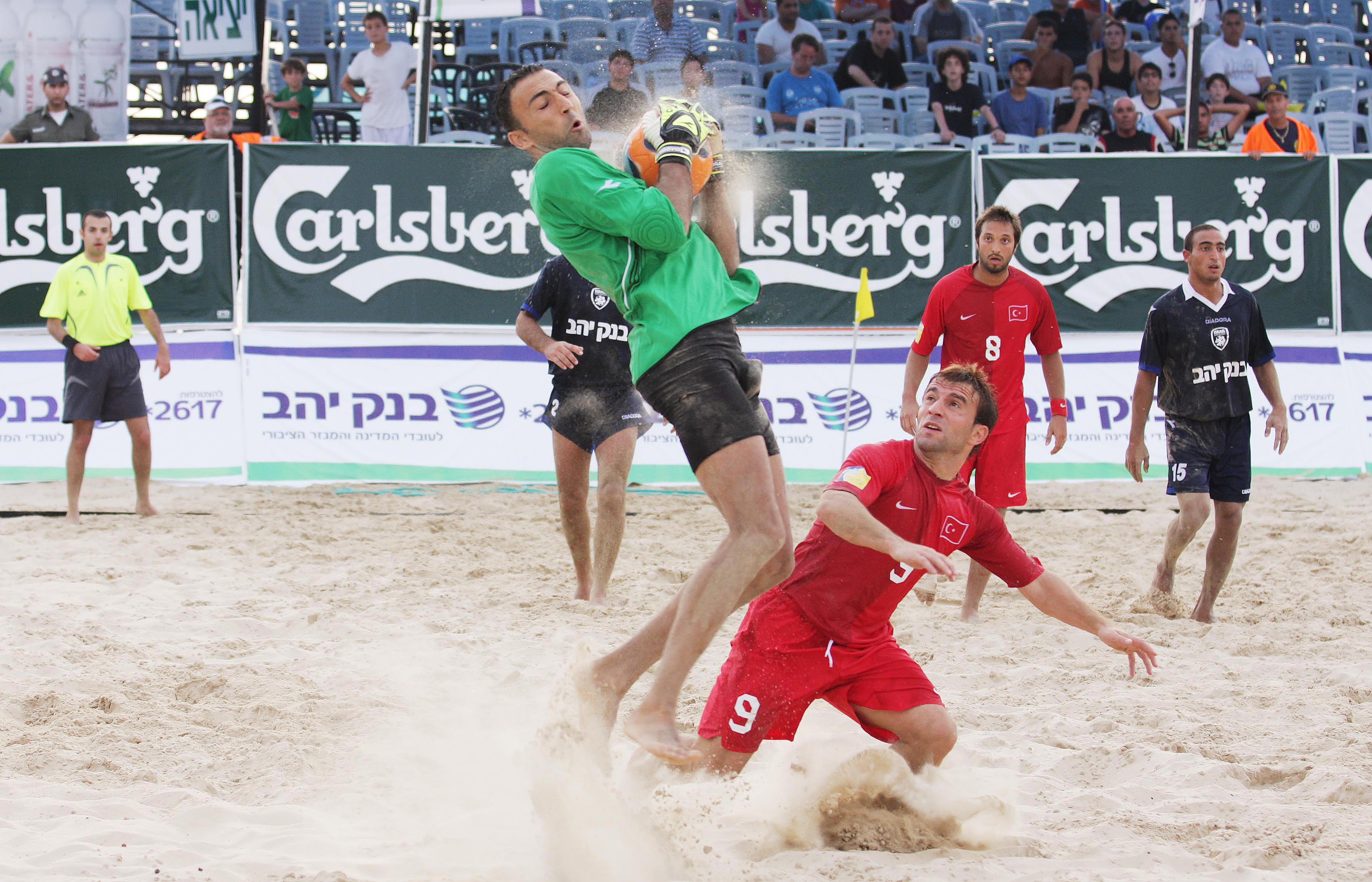
Arbitre (à gauche) attentif à tous les faits de jeu.

## Règlement actuel

### Autorité des arbitres
Un match se dispute sous le contrôle de deux arbitres, un principal et son assistant, disposant de l’autorité nécessaire pour veiller à l’application des lois du beach soccer.

### Pouvoirs et devoirs
Les arbitres veillent à l’application des lois du jeu et
- laissent le jeu se poursuivre quand l’équipe contre laquelle une infraction a été commise peut en tirer un avantage mais sanctionnent l’infraction commise initialement si l’avantage escompté ne survient pas
- l’arbitre principal établit un rapport de match et le remet aux autorités compétentes ; ledit rapport contient les informations relatives à toute mesure disciplinaire prise à l’encontre de joueurs et/ou d’officiels des équipes, ainsi que tout autre incident survenu avant, pendant ou après le match
- l’arbitre principal fera office de chronométreur en cas d’absence du chronométreur et du troisième arbitre
- l’arbitre principal interrompt le match, le suspend ou l’arrête définitivement à chaque infraction aux Lois du Jeu ou en raison de l’interférence d’événements extérieurs
- les arbitres prennent des mesures disciplinaires à l’encontre de tout joueur ayant commis une infraction passible d’avertissement ou d’expulsion
- prennent des mesures disciplinaires contre les officiels ne se comportant pas de manière correcte et peuvent, s’ils l’estiment nécessaire, les expulser du terrain et de ses abords, sans pour autant brandir de carton
- s’assurent qu’aucune personne non autorisée ne pénètre sur le terrain de jeu
- interrompent le jeu s’ils estiment qu’un joueur gagne du temps
- interrompent le match si un joueur leur semble sérieusement blessé, et le font alors transporter en dehors du terrain de jeu
- laissent le jeu se poursuivre jusqu’à ce que le ballon ait cessé d’être en jeu si, à leur avis, le joueur n’est que légèrement blessé
- donnent un coup de sifflet pour permettre au jeu de reprendre par l’exécution d’un coup franc ou d’un coup de pied de réparation
- s’assurent que chaque ballon utilisé satisfait aux exigences de la Loi 2

### Décisions des arbitres
Les décisions de l’arbitre principal sur les faits en relation avec le jeu sont sans appel, y compris la validation d’un but et le résultat du match. L’arbitre et le deuxième arbitre peuvent modifier une décision uniquement s’ils se rendent compte qu’elle est incorrecte ou s’ils le jugent nécessaire, tant que le jeu n’a pas repris ou que le match n’est pas terminé.
Si l’arbitre et le deuxième arbitre signalent une infraction et qu’ils sont en désaccord au sujet de l’équipe à pénaliser, la décision de l’arbitre principal prévaut.
En cas d’ingérence ou de comportement incorrect du deuxième arbitre, l’arbitre principal le relèvera de ses fonctions et prendra les dispositions requises pour qu’il soit remplacé. Il fera également un rapport à l’autorité compétente.